# Isabel Newstead
Isabel Newstead-Barr (3 mei 1955 – 18 januari 2007) was een Brits atlete. Zij kwam uit op zeven opeenvolgende Paralympische Spelen van 1980 tot en met 2004. In totaal veroverde Newstead 18 medailles, waarvan tien gouden, vier zilveren en vier bronzen in drie takken van sport: zwemmen, atletiek en schieten.

## Biografie
Isabel Barr werd geboren in Glasgow, Schotland. Toen ze negentien jaar was, werd haar ruggenmerg beschadigd door een griepvirus wat uiteindelijk leidde tot tetraplegie, een verlamming van alle vier ledematen.
Newstead deed al mee aan wedstrijdzwemmen voor zij ziek werd. Zwemmen werd daardoor ook onderdeel van haar revalidatie-traject en zij werd lid van de Port Glasgow Otters Swimming Club.
Eind jaren zeventig verhuisde zij naar Harlow in Essex voor haar werk.
Kort na de Paralympische Zomerspelen 1988 trouwde zij met John Newstead. Voor haar huwelijk had zij deelgenomen als Isabel Barr, daarna nam zij deel als Isabel Newstead.
In 2006 werd bij Newstead kanker vastgesteld. Op dat moment was zij in volle training om haar titel tijdens de Spelen in Beijing te verdedigen. Zij was daarvoor ook Mandarijn aan het leren. Zij overleed in januari 2007.

## Carrière
Tijdens de Paralympische Zomerspelen 1980 in Arnhem won Newstead drie gouden medailles bij het zwemmen. In 1984, tijdens de Paralympische Zomerspelen 1984 in Stoke Mandeville, won zij drie gouden en een zilveren medaille. Opmerkelijk is dat zij tijdens die Spelen ook een gouden medaille won bij het schieten met het luchtpistool en twee zilveren medailles bij het discuswerpen en kogelstoten.
Om gezondheidsredenen stopte Newstead met zwemmen. Zij was echter toch aanwezig op de Paralympische Zomerspelen 1988 in Seoel. Hier won Newstead een zilveren medaille bij het kogelstoten en bronzen medailles bij het luchtpistool schieten en speerwerpen.
Newstead nam deel aan de Paralympische Zomerspelen in Barcelona (1992) en Atlanta (1996) maar won daar geen medailles. In Barcelona ging het bij een wedstrijd mis door een fout van haar coach, waardoor zij, als favoriet voor de overwinning, de finale miste. In Atlanta viel zij daags voor de openingsceremonie uit haar rolstoel en brak haar heup. Ondanks de pijn nam zij toch deel aan de competitie.
Gedurende de Paralympische Zomerspelen 2000 in Sydney won Newstead goud bij het luchtpistool schieten in de SH1-klasse. Zij herhaalde dat feit tijdens de Paralympische Zomerspelen 2004 in Athene, met een wereldrecord.

## Eerbewijzen
- 2000:Benoemd tot lid van de Orde van het Britse Rijk, formeel bekendgemaakt tijdens de "New Year Honours" op 1 januari 2001.[5]
- 2008: Opname in de Scottish Women in Sport Hall of Fame[4]

## Overzicht Paralympische medailles
| Evenement                        | Resultaat | Onderdeel |
| -------------------------------- | --------- | --- |
| Arnhem 1980                      | goud      | 25 meter rugslag 1C , 25 meter schoolslag 1C , 25 meter vrijslag 1C                                                     |
| New York & Stoke Mandeville 1984 | goud      | Luchtpistool 1A-1C , 25 meter rugslag 1B , 25 meter schoolslag 1B , 25 meter vlinderslag 1B , 3x 25 meter wisselslag 1B |
| New York & Stoke Mandeville 1984 | zilver    | Kogelstoten 1B , Discuswerpen 1B , 100 meter vrije slag 1B                                                              |
| New York & Stoke Mandeville 1984 | brons     | 25 meter vrije slag 1B                                                                                                  |
| Seoul 1988                       | goud      | Discuswerpen 1B |
| Seoul 1988                       | zilver    | Kogelstoten 1B |
| Seoul 1988                       | brons     | Speerwerpen 1B , Luchtpistool 2-6                                                                                       |
| Sydney 2000                      | goud      | Luchtpistool SH1 |
| Athene 2004                      | goudbrons | Luchtpistool SH1 |